# توسف

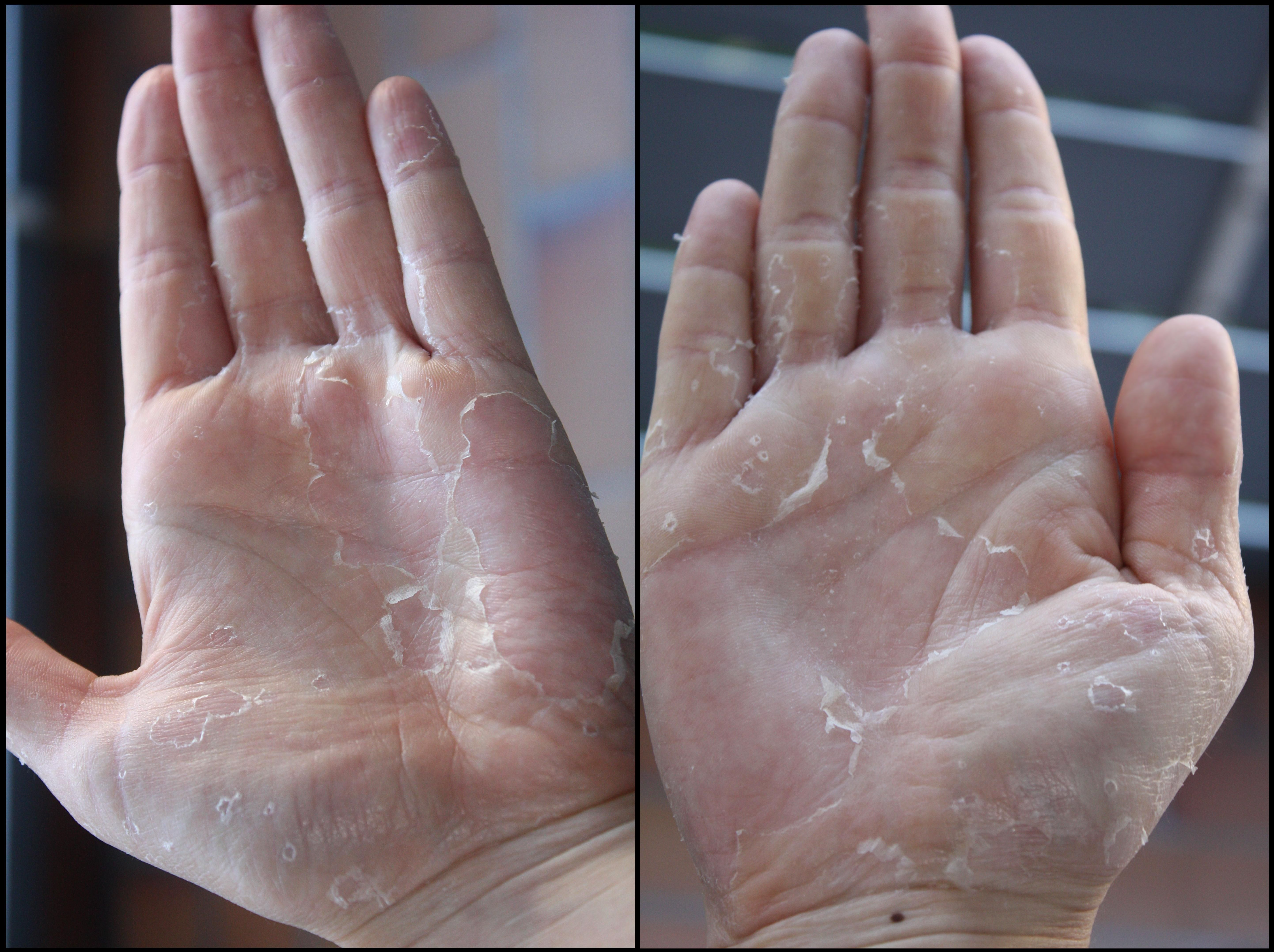
توسف الجلد بسبب عدوى الحمى القرمزية.

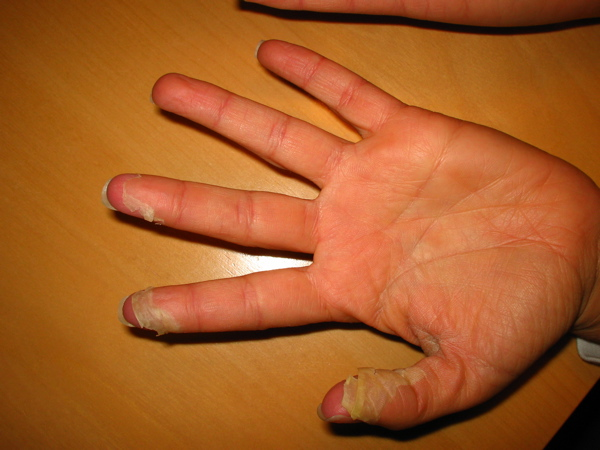
توسف جلد أطراف الأصابع بسبب الحمى القرمزية

التَّوَسُّف أو تقشير الجلد هي عملية طرح الطبقة الخارجية من نسيج ما، مثل الجلد.

## توسف الجلد
يحدث توسف الجلد الطبيعي غير المرضى عندما يمر 14 يوما على انتقال الخلايا الكيراتينية في البشرة نحو الطبقة المتقرنة.
أما التوسف المرضي فيحدث كما في حالة السماك المرتبط بالإكس، حيث تصبح الطبقة المتقرنة أكثر سمكا (أو ما يسمى بفرط التقرن)، فيصبح الجلد جافا ومتقشرا ومتحرشفا بشكل واضح للعيان.
كما يحدث التوسف بسبب جرح أو إصابة، وكذلك في طفح الحصبة، كما يحدث تقشير الجلد في حالة الحروق من الدرجة الأولى ولفح الشمس. كما يحتمل ظهوره في متلازمة الصدمة التسممية وهي تفاعل قاتل محتمل للجهاز المناعي بسبب عدوى بكتيرية مثل المكورات العنقودية الذهبية. كما يحتمل حدوث التوسف في تسمم بالزئبق.
ويحدث التوسف الشديد في أمراض جلدية مختلفة مثل متلازمة ستيفنس جونسون ومتلازمة تقشر الأنسجة المتموتة البشروية التسممي. أما الإشعاع فقد يتسبب بحدوث التوسف الرطب أو الجاف.

## توسف العينين
تتعرض أنسجة العين وبضمنها الملتحمة والقرنية إلى التوسف المرضي كما في حالة التهاب القرنية والملتحمة الجاف. تشريح عين الإنسان يجعل من توسف العدسة مستحيلا.